# Milano è la metafora dell'amore
Milano è la metafora dell'amore è un singolo discografico del gruppo musicale italiano Baustelle, pubblicato il 17 marzo 2023 come secondo estratto dall'album Elvis.

## Tracce
- Download digitale

1. Milano è la metafora dell'amore – 3:29 (Francesco Bianconi)

## Video musicale
Il videoclip della canzone è stato prodotto da Borotalco.tv, sotto la direzione artistica di Gian Luca Fracassi e la regia di Pier Francesco Cari. Esso, girato sulla terrazza sull’arco di trionfale della Galleria Vittorio Emanuele II, mostra la band, vestita con abiti in stile anni 70', eseguire il brano.